# Viatjeslav Lampeev

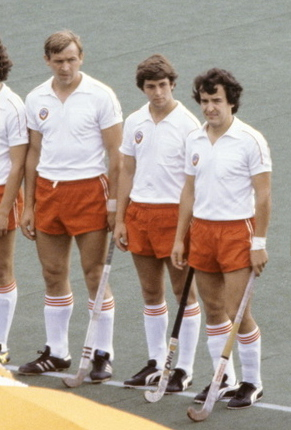
Lampeyev år 1980

Viatjeslav Lampeev, född den 3 januari 1952, död 15 november, 2003, var en sovjetisk landhockeyspelare.
Han tog OS-brons i herrarnas landhockeyturnering i samband med de olympiska landhockeytävlingarna 1980 i Moskva.